# Pluteus readii
Pluteus readii är en svampart som beskrevs av G. Stev. 1962. Pluteus readii ingår i släktet Pluteus och familjen Pluteaceae.   Inga underarter finns listade i Catalogue of Life.